# 毛利志生子
毛利 志生子（もうり しうこ）は日本の小説家。ライトノベル作家。

## 経歴・人物
広島県在住。11月7日生まれ。龍谷大学文学部卒業後、生け花の専門学校、トリマー専門学校を卒業している。
1997年『カナリア・ファイル～金蚕蠱（きんさんこ）～』でロマン大賞を受賞し、続刊をスーパーファンタジー文庫に継続、この『カナリアファイル』シリーズが、コバルト文庫で続刊中の『風の王国』シリーズと共に彼女の代表作である。

## 作品

### カナリア・ファイル　シリーズ
本編
- 金蚕蠱 ISBN 4086132826
- 傀儡師 ISBN 4086132958
- 死返玉 ISBN 4086133067
- 水蛇 ISBN 408613313X
- 夢告 ISBN 4086133261
- 黒耳天女 ISBN 4086133350
- 変若水 ISBN 4086133474
- 憑依 ISBN 4086133687
- 魔来迎 ISBN 408613375X

外伝
- 猫鬼 ISBN 4086133857
- 黒塚（前） ISBN 408613392X
- 黒塚（後） ISBN 4086133970
- 罔象女 ISBN 4086134012

### 深き水の眠りシリーズ
※未完
- 深き水の眠り ISBN 4086147971
- まどろみの闇 ISBN 4086148455
- 月光の淵 ISBN 4086000091
- 琥珀の夢 ISBN 4086000903
- 硝子の枷（上） ISBN 4086002000
- 硝子の枷（下） ISBN 4086002116

### 外法師シリーズ
- 鵺の夜 ISBN 408600061X
- 冥路の月 ISBN 4086001233
- 厲鬼の塚 ISBN 408600156X
- 髭切異聞 ISBN 4086003317
- 孔雀の庭(上) ISBN 4086003317
- 孔雀の庭(下) ISBN 4086003678

### 風の王国シリーズ
- 風の王国 ISBN 4086004356
- 天の玉座 ISBN 4086004771
- 女王の谷 ISBN 408600514X
- 竜の棲む淵 ISBN 4086005573
- 月神の爪 ISBN 4086006324
- 河辺情話 ISBN 408600691X　番外編
- 朱玉翠華伝 ISBN 408600769X　短編小説+まんが
- 目容の毒 ISBN 4086007878
- 臥虎の森 ISBN 4086008351
- 花陰の鳥 ISBN 9784086008716　番外編
- 波斯の姫君 ISBN 9784086010085　短編小説+まんが
- 初冬の宴 ISBN 9784086010641
- 金の鈴 ISBN 9784086010993
- 嵐の夜（上）ISBN 9784086011457
- 嵐の夜（下）ISBN 9784086011679
- 星の宿る湖 ISBN 9784086012157
- 黄金の檻 ISBN 9784086012348
- 砂の迷宮 ISBN 978-4086012645
- うつつの夢 ISBN 978-4086012942
- 水面の花 ISBN 978-4086013833 番外編
- 王太子の花嫁 ISBN  978-4086014656
- 春の使者 ISBN  978-4086015011
- 山の上の賢者 ISBN  978-4086015394
- 王杖の守者 ISBN  978-4086016612
- 抱玉の臣 ISBN  978-4086016940

- 勝利の時 ISBN  978-4086017244

- 暁の歌 ISBN  978-4086017503

### 夜の虹シリーズ
- 夜の虹
- 灰色の幽霊

以下続刊

### 単巻
- ホームズ・ホテル
- メタル・アイズ
- 遺産～Estate Left～
- クロス～月影の譜～
- 緋色の花嫁